# Galéas de La Rovère
(Charles) Galéas de La Rovère, ou Galleazo della Rovere, mort en 1487  , est un prélat italo-français   du XVe siècle  . Il est un petit-neveu  du pape Sixte IV, par sa mère Mariole, une nièce du pape.

## Biographie
Galéas de La Rovère est évêque de Coutances en 1477.
Il passe au siège d'Agen en 1478. L'évêque Pierre de Bosco qui n'a renoncé qu'en faveur de Jean de Montchenu, rétracte sa renonciation la même année; ce qui cause dans l'église d'Agen un schisme qui dure près de dix ans. Il n'est terminé qu'en 1487, par la cession que Pierre de Bosco fait de son droit, sous la réserve d'une pension de 400 livres, mais Galéas meurt peu de temps après. II ne vient jamais dans son diocèse.

## Source
- Le Clergé de France, Tome II